# Stadion Gandzasar w Kapanie
Stadion Gandzasar (do 2008 roku nosił nazwę stadion Lernagorc) – wielofunkcyjny stadion w Kapanie, w Armenii. Obiekt może pomieścić 3500 widzów. Swoje spotkania na stadionie rozgrywają piłkarze klubu Gandzasar Kapan.